# Manat
|  | Per a la deïtat semita, vegeu Manat (mitologia). |

El manat és la moneda de l'Azerbaidjan i del Turkmenistan. El mot manat prové del rus монета ('moneda').
El ruble soviètic era anomenat manat a les repúbliques socialistes soviètiques de l'Azerbaidjan i del Turkmenistan.